# Horace Bénédict de Saussure

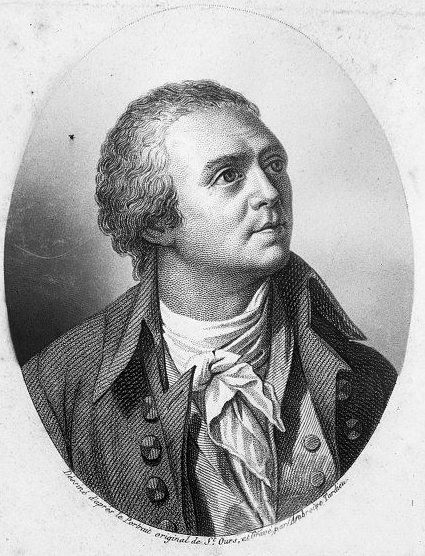
Horace Bénédict de Saussure

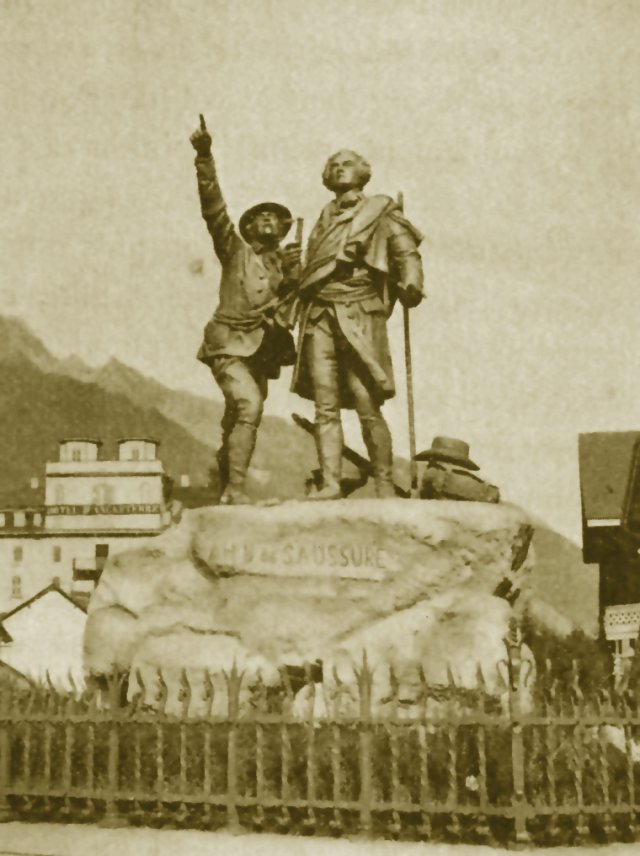
Horace-Benedict-de-Saussure-Monument in Chamonix (1899)

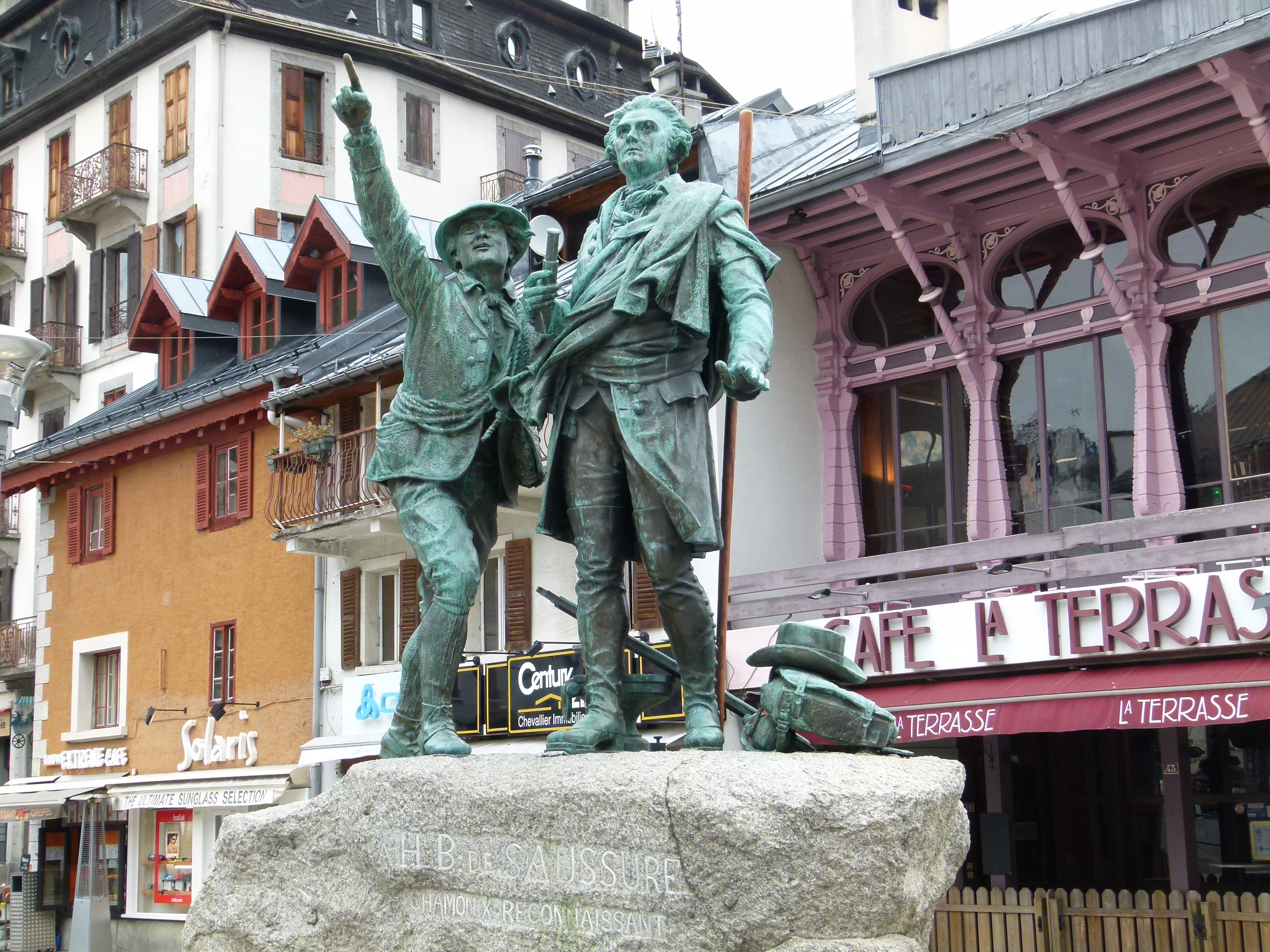
Horace-Benedict-de-Saussure-Monument in Chamonix (2012)

Horace Bénédict de Saussure (* 17. Februar 1740 in Conches; † 22. Januar 1799 ebenda) war ein Genfer Naturforscher. Sein offizielles botanisches Autorenkürzel lautet „Sauss.“  
Er war der Vater von Nicolas Théodore de Saussure, Grossvater von Henri de Saussure und Urgrossvater des Sprachwissenschaftlers Ferdinand de Saussure und dessen Brüdern, dem Mathematiker und Esperantisten René de Saussure, dem Maler Horace de Saussure und dem Sinologen und Astronomiehistoriker Léopold de Saussure.
Anerkannt sind seine Verdienste um die Geologie, zu deren Begründern er zu zählen ist, um die Physik der Atmosphäre und verwandte Wissenschaften. Er lieferte bemerkenswerte pflanzenanatomische Arbeiten. Auch die Glaziologie verdankt ihm ihre Grundlagen.

## Leben und Werk
Horace Bénédict de Saussure erhielt Förderung von seinem Vater, Nicolas de Saussure, seinem Onkel Charles Bonnet, dem Naturforscher und Poeten Albrecht von Haller und dem Arzt Théodore Tronchin. Er studierte ab 1757 Naturwissenschaften an der Akademie Genf, wo er 1759 zum Dr. phil. promoviert wurde. 1762 wurde er mit 22 Jahren als Professor der Philosophie an die Akademie Genf berufen.
Er bereiste Frankreich, Italien, Sizilien und durchforschte die Westalpen, besonders das Massiv von Chamonix. Im Jahre 1760 setzte er eine bedeutende Menge Geld für die Erkundung einer Aufstiegsroute auf den Mont Blanc aus. Im Jahre 1787, ein Jahr nach der Erstbesteigung des Mont Blanc, führte er «in Begleitung eines Bedienten und 18 Führer» die erste wissenschaftliche Besteigung dieses Berges aus. Auf dem Gipfel machte er unter anderem geologische Beobachtungen und vergleichende barometrische und thermometrische Messungen. Diese Messungen ergaben am 3. August 1787, dass der Mont Blanc der höchste Gipfel Europas ist.
Er erfand ein Elektrometer und verbesserte das Hygrometer und ähnliche Instrumente. Zu den merkwürdigsten zählt auch der von ihm entwickelte Cyanometer (griech.), ein Instrument zur Messung der Farbintensität der blauen Himmelsfarbe. Auf diese Instrumente griff unter anderem Alexander von Humboldt, für den Saussure zum Vorbild in seinen Gebirgsforschungen wurde, bei seinen amerikanischen Expeditionen zurück.
Als Stifter und Präsident der «Gesellschaft der Künste» erwarb er sich um das Fabrikwesen Genfs grosse Verdienste.
Durch die Forschung auf den Gebieten der Meteorologie, Geologie, Mineralogie, Glaziologie, des Magnetismus und der Elektrizität erweiterte er die Kenntnisse darüber in seiner Zeit beträchtlich. Der Philosoph Arthur Schopenhauer erwähnt den Naturforscher in seiner Dissertation Ueber die vierfache Wurzel des Satzes vom zureichenden Grunde: «SAUSSÜRE soll, vom Mont Blanc aus, den aufgehenden Mond so groß gesehn haben, daß er ihn nicht erkannte und vor Schreck ohnmächtig ward.»
Horace Bénédict de Saussure gilt als Vater der modernen Alpenforschung. Von seinen Schriften sind seine Voyages dans les Alpes («Reisen in den Alpen») hervorzuheben. Als Erstbesteiger des Kleinen Matterhorns war er auch Wegbereiter des Alpinismus.
In den späteren Jahren seines Lebens nahm er Anteil an der neuen Gesetzgebung seines Vaterlandes und war Mitglied des Rats der Zweihundert.
1787 wurde er korrespondierendes und 1791 auswärtiges Mitglied (associé étranger) der Académie des sciences. Seit 1788 war er Fellow der Royal Society.

## Ehrungen und Würdigung
- Dedikationsnamen: Ihm und seinem Sohn, Nicolas Théodore de Saussure, zu Ehren wurde die Pflanzengattung der Alpenscharten (Saussurea DC.) aus der Familie der Korbblütler (Asteraceae, früher Compositae) benannt.[7]
- Der Mondkrater Saussure wurde 1935 von der Internationalen Astronomischen Union nach ihm benannt.
- Der Asteroid (13580) de Saussure wurde 2010 nach ihm benannt.
- Als Vermesser des Matterhorns war er auf der Schweizer 20-Franken-Note der 6. Serie (1976–1995) abgebildet.
- In Paris ist eine Strasse nach ihm benannt: die Rue de Saussure.
- Das 1806 von Nicolas-Théodore de Saussure zu Ehren seines Vaters Horace „Saussurit“ benannte Mineral hat sich als dichtes, weisses bis lichtgrünes Gemenge von Zoisit, Skapolith, Epidot, Serizit und anderen Mineralen erwiesen. Der Mineralname lebt aber im Terminus „Saussuritisierung“ fort. Hierunter versteht man die Alteration calciumreicher Plagioklase zu feinkörnigen Aggregaten aus natriumbetonten Plagioklasen, Epidot, Zoisit, Calcit, Serizit und Zeolithen bei der epizonalen Metamorphose basischer Magmatite.
- Seit 1984 ist der Namensgeber für den Saussure-Gletscher in der Antarktis

## Werke
- Observations sur l’écorce des feuilles et des pétales. Genf 1762.
- Voyages dans les Alpes. 4 Bde. Genf 1779–1796.
- Essais Sur L’Hygrométrie. 542 S., Samuel Fauche Pere Et Fils, Neuchatel 1783. 
  - dt.: Versuch über die Hygrometrie, von Johann Daniel Titius übersetzt, Leipzig, 1784.
- Relation abrégée d’un voyage à la Cime du Mont-Blanc: en août 1787. 38 S., Barde & Manget, Genf 1787.
  - dt.: Kurzer Bericht von einer Reise auf den Gipfel des Montblanc, im August 1787. Akademische Buchhandlung, Strasburg 1788. 40 Seiten. Faksimile: Fines Mundi Verlag, Saarbrücken 2008.
- Défense de l’Hygromètre à cheveu. 82 S. Genf 1788
- Description de deux nouvelles espèces de trémelles douées d’un mouvement spontané. In: Journal de Physique, Bd. 37, 1790, S. 401–409.
- Manuscrits et publications de Horace-Bénédict de Saussure sur l’origine du basalte. Zusammenstellung von Albert V. Carozzi, 769 S. Éditions Zoé, Genf 2000, ISBN 2-88182-411-0.